# Ljaschtschiwka
Ljaschtschiwka (ukrainisch Лящівка; russisch Лящовка Ljaschtschowka) ist ein Dorf in der Ukraine in der Oblast Tscherkassy mit etwa 1000 Einwohnern (2006).
Ljaschtschiwka liegt auf einer Halbinsel im Rajon Solotonoscha, die von der Mündung der Sula in den zum Krementschuker Stausee angestauten Dnepr gebildet wird. Das ehemalige Rajonzentrum Tschornobaj liegt 33 km nordwestlich des Dorfs, die Oblasthauptstadt Tscherkassy ist nach 80 km über eine Straßenverbindung in westlicher Richtung erreichbar.
Am 12. Juni 2020 wurde das Dorf ein Teil der Landgemeinde Irklijiw, bis dahin bildete es die gleichnamige Landratsgemeinde Ljaschtschiwka (Лящівська сільська рада/Ljaschtschiwska silska rada) im Osten des Rajons Tschornobaj.
Am 17. Juli 2020 kam es im Zuge einer großen Rajonsreform zum Anschluss des Rajonsgebietes an den Rajon Solotonoscha.